# 17. Landwehr-Division (Deutsches Kaiserreich)
Die 17. Landwehr-Division war ein Großverband der Preußischen Armee im Ersten Weltkrieg.

## Gliederung

### Kriegsgliederung vom 20. November 1915
- 182. Landwehr-Infanterie-Brigade
  - Landsturm-Infanterie-Regiment Nr. 23
  - Infanterie-Regiment Nr. 380
  - Infanterie-Regiment Nr. 381
  - 2. Radfahr-Kompanie/Jäger-Bataillon Nr. 1
  - 1. Landsturm-Eskadron/I. Armee-Korps
  - Feldartillerie-Regiment Nr. 235
- 3. Ersatz-Kompanie/Pionier-Bataillon Nr. 23

2. Landwehr-Pionier-Kompanie/XVII. Armee-Korps

### Kriegsgliederung vom 24. März 1918
- 182. Landwehr-Infanterie-Brigade
  - Landsturm-Infanterie-Regiment Nr. 23
  - Infanterie-Regiment Nr. 380
  - Infanterie-Regiment Nr. 381
  - 2. Radfahr-Kompanie/Jäger-Bataillon Nr. 1
  - Feldartillerie-Regiment Nr. 235
- Divisions-Nachrichten-Kommandeur Nr. 517

## Gefechtskalender
Die Division wurde am 23. Oktober 1915 an der Ostfront zusammengestellt und kam ausschließlich dort zum Einsatz. Über das Kriegsende hinaus verblieb der Verband als deutsche Polizeimacht in Livland und Estland.

### 1915
- ab 23. Oktober --- Stellungskämpfe zwischen Krewo-Smorgon-Narotschsee und Tweretsch

### 1916
- 1. Januar bis 31. Dezember --- Stellungskämpfe zwischen Krewo-Smorgon-Narotschsee und Tweretsch

### 1917
- bis 17. September --- Stellungskämpfe zwischen Krewo-Smorgon-Narotschsee und Tweretsch
- 18. September bis 5. Dezember --- Stellungskämpfe zwischen Njemen-Beresina-Krewo-Smorgon-Narotschsee und Tweretsch
- 6. bis 17. Dezember --- Waffenruhe
- ab 17. Dezember --- Waffenstillstand

### 1918
- bis 18. Februar --- Waffenstillstand
- 18. Februar bis 3. März --- Verfolgungskämpfe durch Weißruthenien
- 3. März bis 2. Oktober --- Okkupation großrussischen Gebietes
- 3. Oktober bis 18. November --- Besetzung von Livland und Estland als deutsche Polizeimacht
- ab 18. November --- Räumung von Livland und Estland

### 1919
- bis 11. Februar --- Räumung von Livland und Estland

## Kommandeure
| Dienstgrad   | Name                                | Datum                                  |
| ------------ | ----------------------------------- | -------------------------------------- |
| Generalmajor | Burghard von Esebeck                | 4. November 1915 bis 28. August 1918   |
| Generalmajor | Ludwig von Friedeburg               | 28. August bis 22. September 1918      |
| Generalmajor | Reinhard von Dalwigk zu Lichtenfels | 23. September 1918 bis 25. Januar 1919 |